# 2021年貝寧總統選舉
2021年貝寧總統選舉於2021年4月11日（星期日）舉行。
2016年上台的總統帕特里斯·塔隆以前曾承諾只擔任一屆任期，但其後食言爭取連任。他在2021年的競選搭檔是瑪麗亞姆·沙比·塔拉塔（Mariam Chabi Talata）。在投票日之前，有2人在反對塔隆的示威中喪生。一些反對派人士呼籲選民杯葛投票。

## 選舉制度
貝寧總統選舉採取兩輪投票制。總統候選人需年滿40歲而不超過70歲，並接受由3位獲憲法法院認可的醫生進行的身體和精神評估。2019年修憲規定有意參選總統的人需取得貝寧國會議員和市長合計人數不少於10%的人的支持才有資格成為候選人，另增設副總統一職，每位總統候選人需夥拍一位副總統候選人參選。2021年1月，選舉委員會排除了17名潛在的總統候選人，最終選票上只剩下塔隆和其他2位知名度不高的對手。

## 選舉結果
2021年4月13日，選舉委員會宣佈塔隆初步獲得超過86%選票成功連任總統。
| 候选人             | 候选人             | 政党               | 票数      | %      |
| ------------------ | ------------------ | ------------------ | --------- | ------ |
|                    | 帕特里斯·塔隆      | 無黨籍             | 1,982,534 | 86.30  |
|                    | 阿拉薩內·蘇馬努    | 貝寧崛起貝殼力量   | 261,096   | 11.37  |
|                    | Corentin Kohoue    | 民主黨             | 53,685    | 2.34   |
| 总共               | 总共               | 总共               | 2,297,315 | 100.00 |
|                    |                    |                    |           |        |
| 有效票数           | 有效票数           | 有效票数           | 2,297,315 | 94.48  |
| 无效及空白票数     | 无效及空白票数     | 无效及空白票数     | 134,099   | 5.52   |
| 总票数             | 总票数             | 总票数             | 2,431,414 | 100.00 |
| 已登记选民／投票率 | 已登记选民／投票率 | 已登记选民／投票率 | 4,802,303 | 50.63  |
| 资料来源：憲法法院 |                    |                    |           |        |